# Киреев, Евгений Иванович

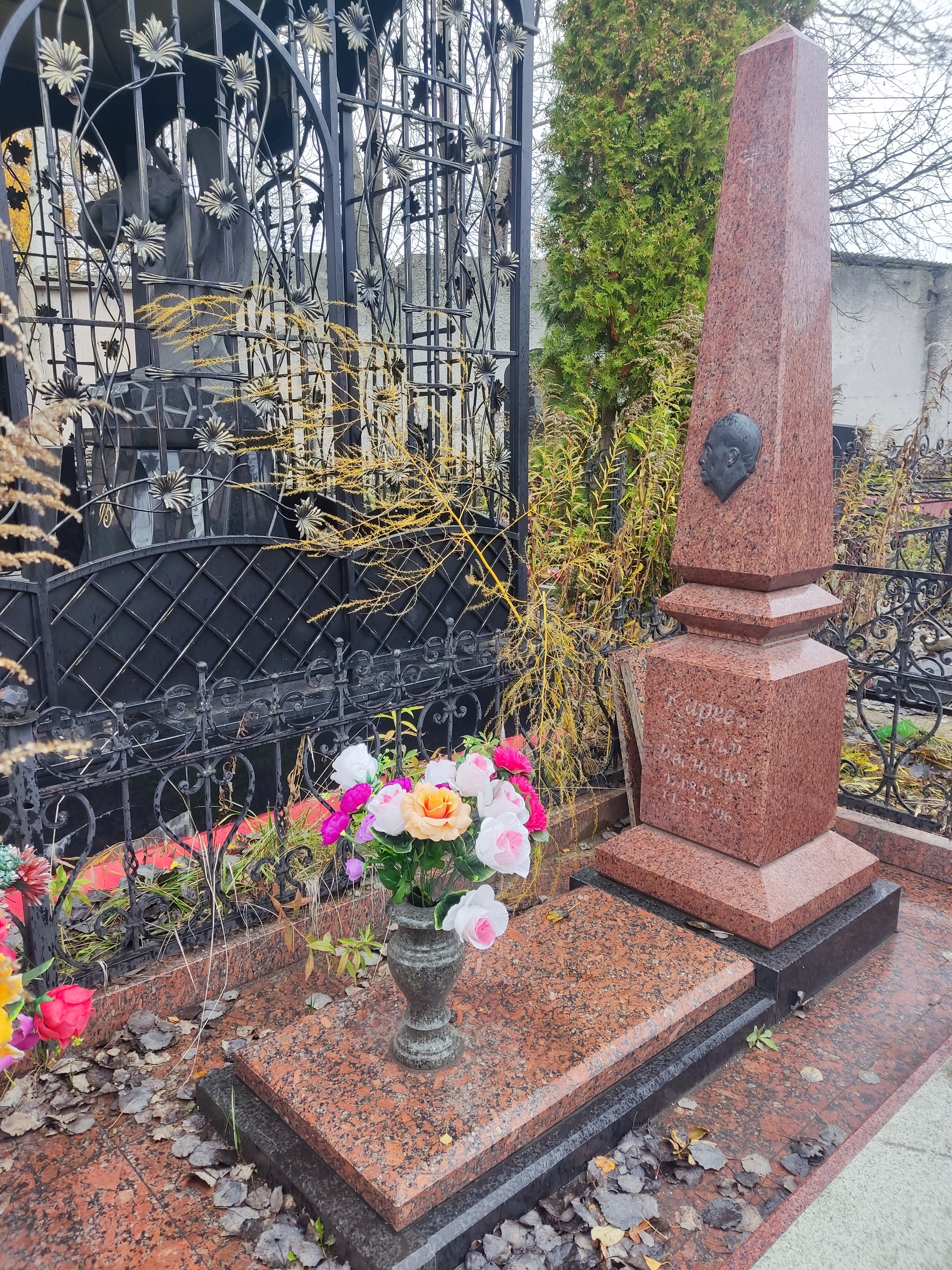
Могила Евгения Ивановича Киреева на Трифоновском кладбище Калуги

Евге́ний Ива́нович Кире́ев (1927—2006) — советский архитектор. Главный архитектор Оренбургской и Калужской областей.

## Биография
Родился 7 августа 1927 года в Москве. В 1951 году окончил архитектурный факультет ЛИСИ, дипломная работа — проект высотного здания на площади Победы в Ленинграде (руководители Б. В. Муравьев, Л. М. Хидехель). По распределению был направлен в проектную организацию Оренбурга. В 1953—1960 годах главный архитектор Оренбургской области. Автор многих проектов, в том числе театра музыкальной комедии и выставки народного хозяйства (совместно с А. Т. Перминовым).
В 1961—1999 главный архитектор Калужской области. Член-корреспондент Российской академии архитектуры и строительных наук (1994).
В число наиболее значимых работ Е. И. Киреева как главного архитектора области входят: государственный музей истории космонавтики имени К. Э. Циолковского (1961—1967), проектирование и застройка Площади Победы в Калуге (1966—1975, в соавторстве), Тарутинский мемориал (1971), памятник-мемориал «Ильинские рубежи» (1975, скульптор — Ю. Л. Рычков), памятник в Калуге военным медицинским работникам, погибшим в годы Великой Отечественной войны 1941—1945 гг., (1975, в соавторстве), монумент «Родина-мать» в Малоярославце, установленный в память о советских войнах, погибших при освобождении города от немецко-фашистских захватчиков в 1941—1942 годах (1975), памятник 600-летию основанию Калуги (1977, в соавторстве), памятник воинам-односельчанам в селе Корекозево, мемориал советским воинам освободителям в Юхнове (1979 год, в соавторстве), концертный зал Калужской областной филармонии, памятник Великому стоянию на Угре (1980), мемориальный комплекс «Безымянная высота» в Куйбышевском районе Калужской области (1980, в соавторстве), музей Г. К. Жукова (1995).
При осуществлении типовой жилой застройки 1970-х годов в Калуге Е. И. Киреев использовал мозаичные панно, что придавало индивидуальность построенными домам.

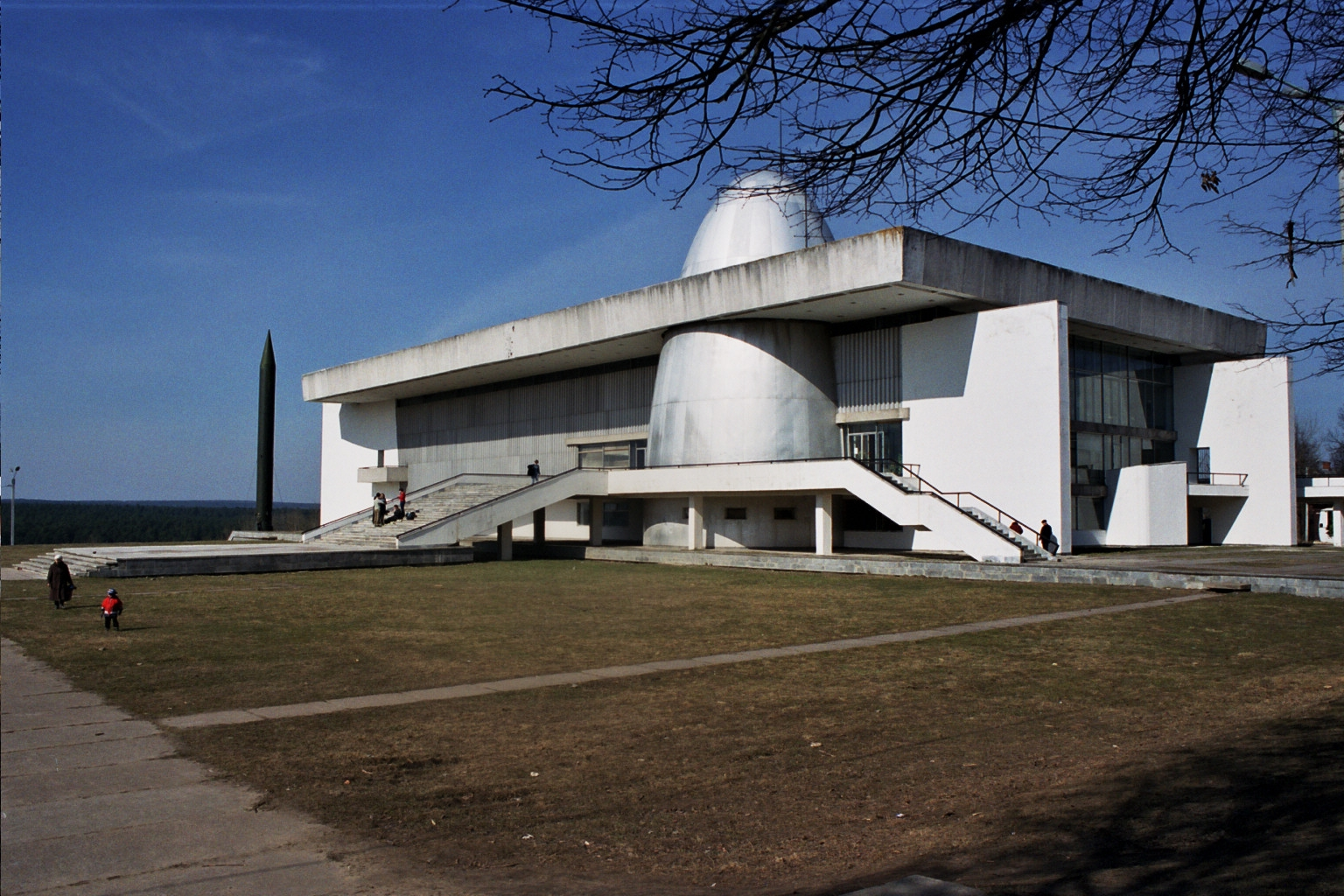
Государственный музей истории космонавтики имени К. Э. Циолковского
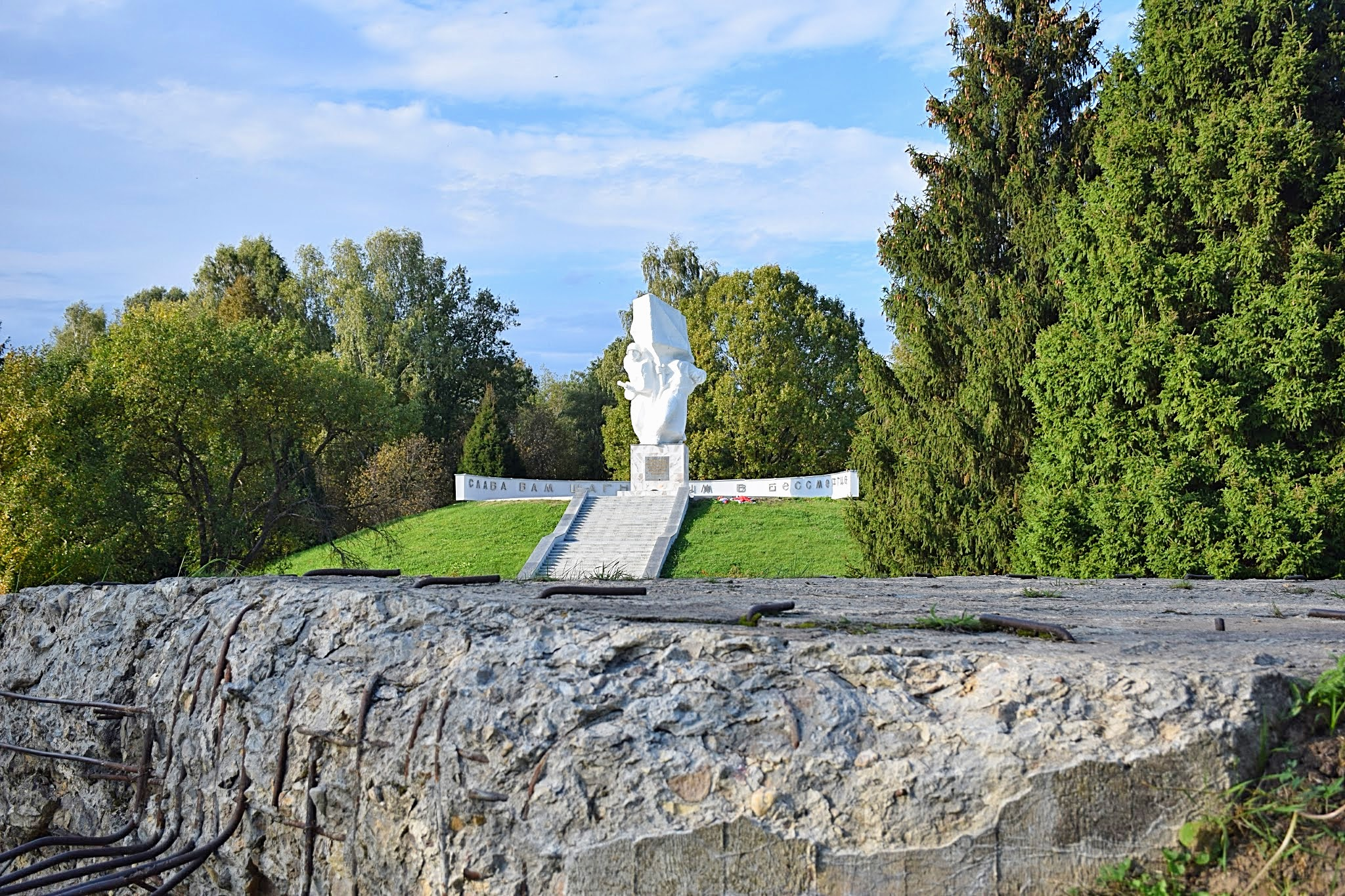
Памятник курсантам в Ильинском
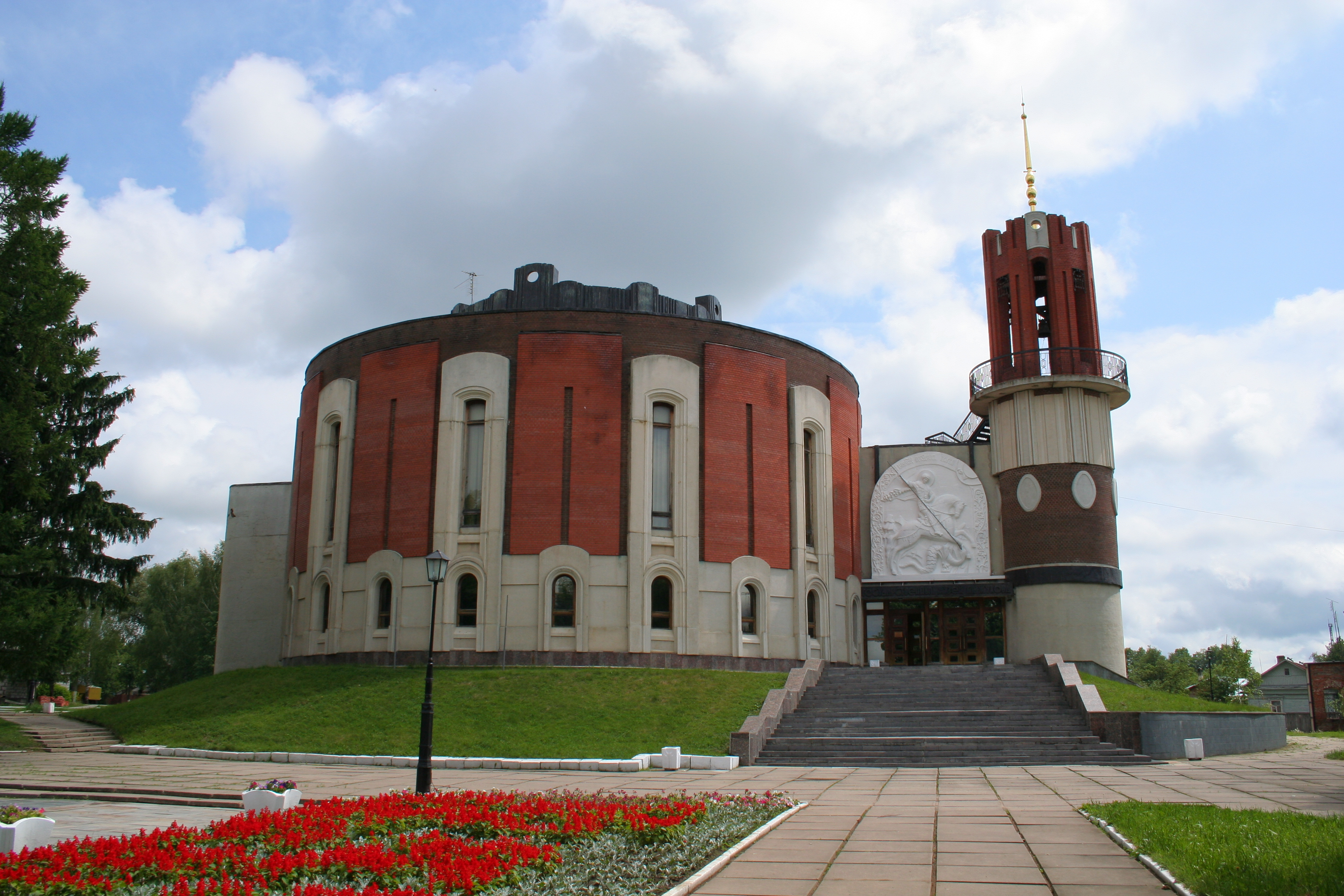
Музей Г. К. Жукова
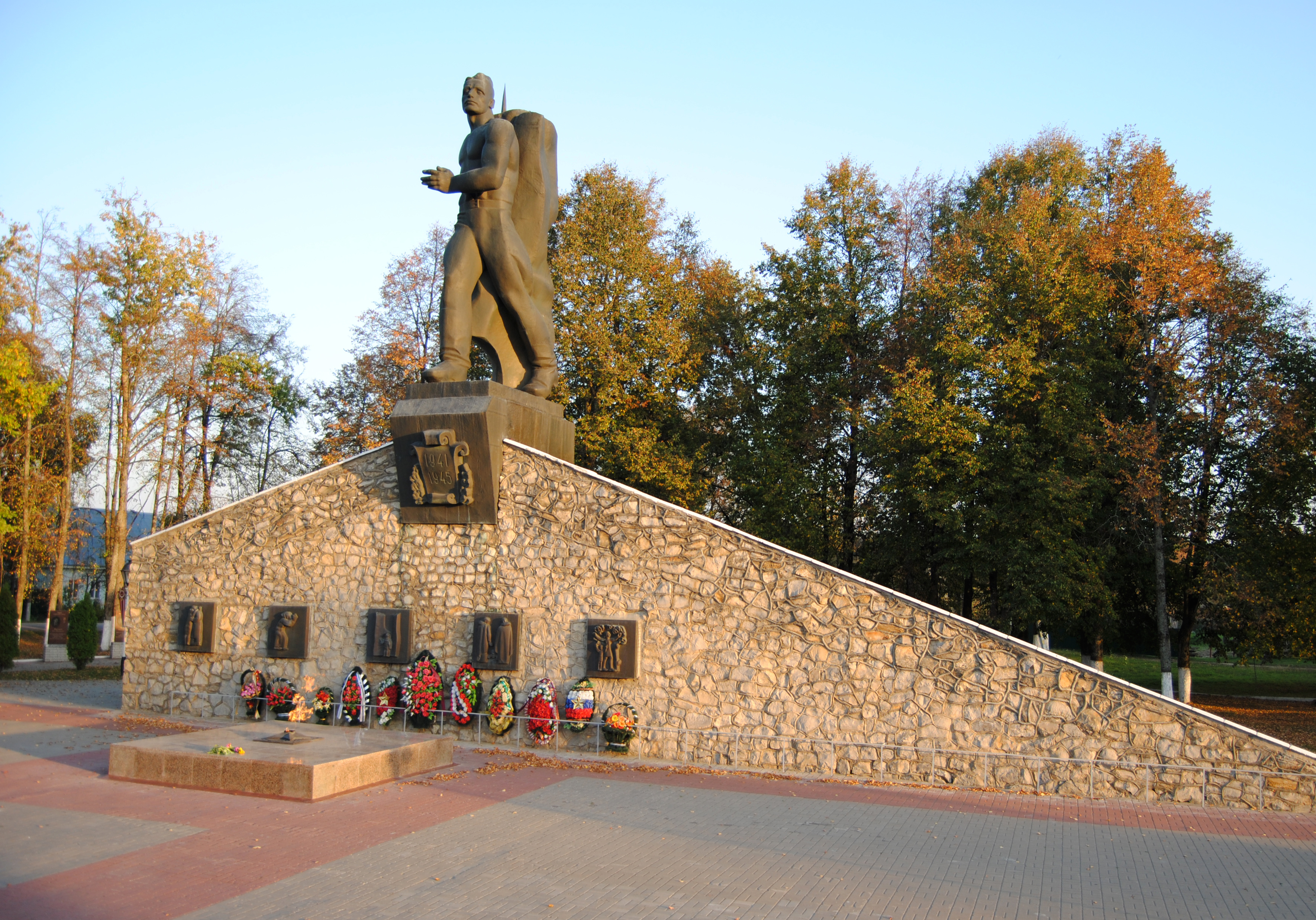
Мемориал советским воинам-освободителям в Юхнове

Скончался 1 декабря 2006 года. Похоронен в Калуге на Трифоновском кладбище.

## Отзывы
В своей статье Игорь Шедвиговский так пишет о творчестве художника: «Прозрачные до предела акварели Е. И. Киреева, сквозь которые просвечивает крепкий рисунок, соседствуют с более плотными, но несколько нечеткими в смысле формы пейзажами В. К. Карпова».

## Награды и премии
- Государственная премия РСФСР в области архитектуры (1968) — за архитектуру здания Государственного музея истории космонавтики имени К. Э. Циолковского в Калуге (совместно с группой авторов)
- Государственная премия Российской Федерации (1999) — за проектирование и строительство музея Г. К. Жукова в городе Жуков (1999)
- Серебряная медаль ВДНХ
- заслуженный архитектор РСФСР
- почётный гражданин Калуги
- орден Почёта (1997)

## Память
В Калуге 7 октября 2013 года на улице Воробьёвской, дом № 9, в котором жил Е. И. Киреев, была установлена мемориальная доска.